# Chiesa dello Spirito Santo (Duino-Aurisina)
La chiesa dello Spirito Santo si trova a Duino, frazione del comune sparso di Duino-Aurisina, in provincia di Trieste ed arcidiocesi di Gorizia; fa parte del decanato di Duino.

## Storia
Si sa che nel 1543 il conte Raimondo VI della Torre fece edificare in prossimità del suo castello una chiesa, benedetta dal vescovo di Trieste Pietro Bonomo. 
Nel 1590 papa Sisto V concesse l'indulgenza plenaria a chi avesse visitato la chiesa nel giorno di Pentecoste. L'anno seguente la chiesetta venne intitolata anche alla Madonna e ai santi Paolo e Ludovico.
Il 17 settembre 1598 il conte di Duino firmò una convenzione con l'Ordine dei Servi di Maria affinché si prendessero cura della chiesa. I lavori di costruzione del nuovo convento iniziarono nel 1601 e si protrassero sino al 1607. Nel 1783, per volere dell'imperatore d'Austria Giuseppe II, il monastero venne soppresso ed i frati esiliati. 
Nel 1916 la chiesa venne danneggiata durante i cannoneggiamenti e, per questo, negli anni Venti, venne ristrutturata.